# 亚斯娜·法兹利奇
亚斯娜·法兹利奇（羅馬化：Jasna Fazlić，1970年12月20日—），南斯拉夫女子乒乓球运动员。她曾代表南斯拉夫获得1988年夏季奥运会乒乓球比赛女子双打铜牌。

## 家庭
前夫伊利亚·卢普莱斯库。